# Straßenradsport-Weltmeisterschaften 1971

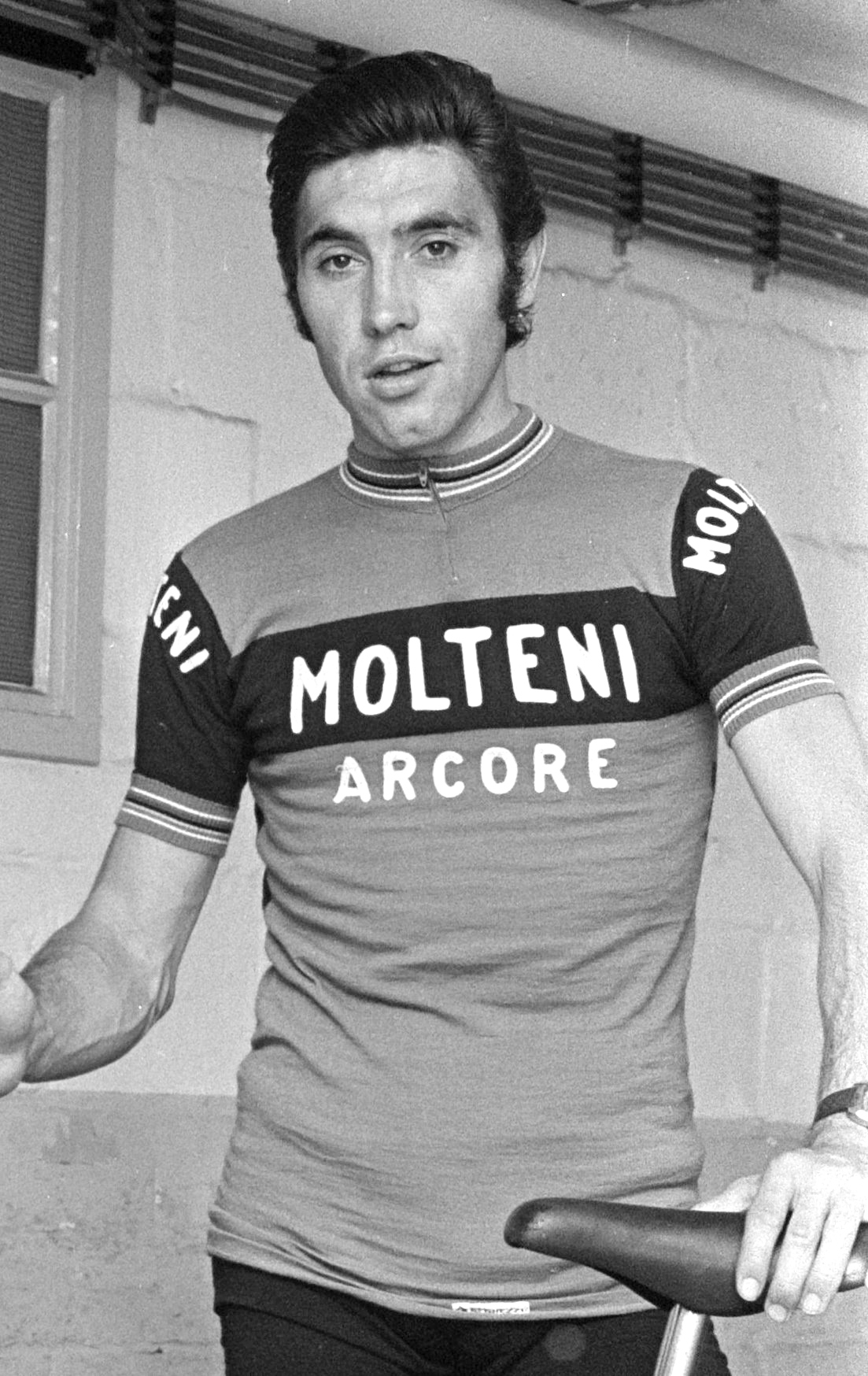
Eddy Merckx (hier 1973) wurde 1971 zum zweiten Mal Weltmeister der Profis.

Die Straßenradsport-Weltmeisterschaften 1971 fanden am 4. und 5. September in Mendrisio in der Schweiz statt.
Das Rennen der Profis, das 16-mal einen Rundkurs von 16,8 Kilometern umfasste, begann mit einer Gedenkminute für den im März desselben Jahres verunglückten Straßen-Weltmeister von 1970, Jean-Pierre Monseré. Es waren 93 Fahrer am Start, von denen 57 im Ziel ankamen. Bis zur 13. Runde führte ein Quartett um Joop Zoetemelk das Rennen an, bis Eddy Merckx mit fünf weiteren Fahrern die Verfolgung organisierte und schließlich nur noch Felice Gimondi mithalten konnte. Merckx wurde somit zum zweiten Mal nach 1967 Weltmeister bei den Profis.
Lediglich sechs deutsche Fahrer waren am Start, da der Deutsche Berufsrennfahrer-Verband (DBRV), der normalerweise die Teilnahme an solchen Wettbewerben finanzierte, den Sportlern mitgeteilt hatte, sie müssten Reise und Aufenthalt selbst bezahlen. Hennes Junkermann kam als einziger Deutscher im Ziel an und wurde 38.; die restlichen fünf Fahrer schieden aus.
Bei den Amateuren hingegen konnte sich mit Dieter Koslar aus Köln ein deutscher Fahrer auf dem fünften Rang platzieren, was die Zeitschrift Radsport als „Knüller“ bezeichnete.
Lob spendete die Radsport auch Anna Konkina, der Siegerin im Straßenrennen der Frauen, die schon im Vorjahr Weltmeisterin geworden war: „Sie ist nicht nur die Schnellste, sondern auch eine der Hübschesten. Ihr verzieh man gern, daß sie zu spät zur Siegerehrung kam. Sie mußte sich erst noch ‚fein‘ machen. Schließlich sollte auch die Weiblichkeit bei einer Radweltmeisterschaft nicht zu kurz kommen.“

## Resultate

### Männer (Profis)
(268,800 km)
| Platz | Athlet          | Land | Zeit                    |
| ----- | --------------- | ---- | ----------------------- |
| 1     | Eddy Merckx     | BEL  | 6:39:06 h (40,410 km/h) |
| 2     | Felice Gimondi  | ITA  | gleiche Zeit            |
| 3     | Cyrille Guimard | FRA  | + 1:13 min              |

### Frauen
(50,4 km)
| Platz | Athletin               | Land | Zeit                    |
| ----- | ---------------------- | ---- | ----------------------- |
| 1     | Anna Korkina           | URS  | 1:24:02 h (31,984 km/h) |
| 2     | Morena Tartagni        | ITA  |                         |
| 3     | Keetie van Oosten-Hage | NED  |                         |

### Männer (Amateure)
(168 km)
| Platz | Athlet          | Land | Zeit                  |
| ----- | --------------- | ---- | --------------------- |
| 1     | Régis Ovion     | FRA  | 4:03:54 h (41,3 km/h) |
| 2     | Freddy Maertens | BEL  |                       |
| 3     | José Luis Viejo | ESP  |                       |

### Männer – Mannschaftszeitfahren (Amateure) -
(100 km)
| Platz | Land | Mannschaft                                                               | Zeit                     |
| ----- | ---- | ------------------------------------------------------------------------ | ------------------------ |
| 1     | BEL  | Gustaaf Hermans, Gustaaf Van Cauter, Louis Verreydt, Ludo Van Der Linden | 2:12:31,72 h (45,3 km/h) |
| 2     | NED  | Fedor den Hertog, Adri Duyker, Frits Schür, Aad van den Hoek             | 2:13:09,12 h             |
| 3     | POL  | Edward Barcik, Stanisław Szozda, Jan Smyrak, Lucjan Lis                  | 2:14:52,37 h             |